# Mniadelphus andicola
Mniadelphus andicola là một loài Rêu trong họ Hookeriaceae. Loài này được (Spruce ex Mitt.) A. Jaeger mô tả khoa học đầu tiên năm 1877.